# Hydractinia paucispinata
Hydractinia paucispinata är en nässeldjursart som beskrevs av Vervoort 2007. Hydractinia paucispinata ingår i släktet Hydractinia och familjen Hydractiniidae. Inga underarter finns listade i Catalogue of Life.